# Ellen Heijkorn
Ellen Paulina Heijkorn, född 12 maj 1869 i Överjärna socken i Södermanland, död 6 december 1950 i Stockholm, var en svensk tonsättare,  viskompositör och musiklärare.
Heijkorns familj flyttade till Stockholm 1874. 
Hon studerade vid Kungliga Musikkonservatoriet där hon avlade organistexamen 1891 och musiklärarexamen 1894. Därefter arbetade hon som lärarinna i sång och musik vid först Katarina folkskola, senare vid Adolf Fredriks folkskola som sedan blev Gustav Vasa folkskola. Hon fortsatte vid samma skola resten av sitt arbetsliv.
Hon gick i pension 1939 och dog 1950 i Stockholm. Hon gifte sig aldrig och bodde länge med sin mor och sina ogifta syskon.
Vid sidan av sitt yrke komponerade hon också sånger med pianoackompanjemang och visor, bland annat melodin till "Mor, lilla mor, vem är väl som du" och "Nu så kommer julen".

## Verk
Lista över kompositioner av Ellen Heijkorn.

### Sång och piano
- Liten Karins vaggvisa. Text av Karl Alfred Melin och utgiven 1904.[6]

- Vallflickans visa. Text av Anna Preinitz och utgiven 1905.[7]

- Julvisa "Nu så kommer julen". Text av Zacharias Topelius och utgiven 1920.[8]

- Mor, lilla mor. Text av Astrid Gullstrand och utgiven 1921.[9]

- Ängsblommornas visa. Text av Zacharias Topelius och utgiven 1922.[10]

- Två julsånger. Utgiven 1924.[11]

1. Betlehems stjärna. Text av Lina Sandell.
2. Det klingar en ton öfver frusen sjö. Text av Aster.

- Rida rankeben. Text av Carl Magnus Ekbohrn och utgiven 1924.[12]

- Mormors blommor. Text av Siri Dahlquist och utgiven 1924.[13]

- Linnéan - Tillägnan. Text av Sonja Hedberg och utgiven 1926.[14]

- Därhemma. Text av Sonja Hedberg och utgiven 1926.[15]

- Solskensvisa. Text av Anna Maria Roos och utgiven 1928.[16]

- Du mitt land!, för en eller två stämmor. Text av Sonja Hedberg och utgiven 1928.[17][18]

- Lill-barnet sover. Text av Sonja Hedberg och utgiven 1931.[19]